# Riestedt (Sangerhausen)
Riestedt ist ein Stadtteil der Stadt Sangerhausen (Sachsen-Anhalt).

## Lage
Der Ort liegt rund 6 km nordöstlich von Sangerhausen am Zusammentreffen der Bundesstraßen 80 und 86 und hat einen Bahnhof an der Bahnstrecke Halle–Hann. Münden.

## Geschichte
Die Gegend der Goldenen Aue ist bereits seit dem Neolithikum besiedelt. Bei Ausgrabungen im Zuge des Ausbaus der Bundesstraße 86 wurden umfangreiche Befunde der Linienbandkeramik entdeckt.
Der Ort soll 777 erstmals urkundlich erwähnt worden sein. Heute geht man jedoch von der Fälschung dieser Urkunde aus.
In dem zwischen 881 und 899 entstandenen Verzeichnis des Zehnten des Klosters Hersfeld wird Riestedt unter dem Namen [R]eotstat als zehntpflichtiger Ort im Gau Friesenfeld genannt.
1525 plünderten und verwüsteten Bewohner der Orte Riestedt und Emseloh das nahe Allstedt gelegene Augustiner-Chorherren-Stift Kloster Kaltenborn.
Riestedt war bis Ende 2005 eine selbständige Gemeinde. Im Zuge der kommunalen Neuordnung Sachsen-Anhalts wurde sie am 1. Dezember 2005 in die Stadt Sangerhausen eingemeindet.

### Dorfkirche
Die Gründung der Kirche soll auf das Wirken des angelsächsischen Missionars Wigbert zurückgehen. Der älteste, noch erhalten gebliebene Teil der Kirche stammt aus der Zeit um 1150. Das Holztonnengewölbe ist mit einer barocken Deckenmalerei versehen. Die Kirche hat einen barocken Altar. Die Orgel, ein Werk des Orgelbaumeisters Wilhelm Maurer aus Rettgenstedt bei Kölleda, stammt aus dem Jahre 1829.

## Politik

### Wappen
Die ehemalige Gemeinde besaß zu keinem Zeitpunkt ein genehmigtes Wappen. Sie benutzte lediglich ein wappenähnliches Logo.